# Frontoniidae
Famille
Les Frontoniidae  sont une famille de Ciliés de la classe des Oligohymenophorea et de l’ordre des Hymenostomatida.

## Étymologie
Le nom de la famille vient du genre type Frontonia, dérivé du latin frons, « feuillage », sans doute en référence à la ressemblance de l'organisme avec une feuille.

## Description
Les Frontoniidae ont une taille moyenne (80 à 200 μm) à grande (> 200 μm). Leur forme est grossièrement ovoïde à franchement ovoïde. Ils vivent en natation libre. Leur ciliation somatique est holotriche (c. à d. uniforme), avec une simple suture postorale. Ils présente des ophryokinéties en zone subapicale, allongées dans la moitié antérieure du corps. Leur zone prébuccale est peu profonde ou absente ; l'appareil buccal est constitué de grands polykinétidés dans la cavité buccale et leur cytostome est expansible le long de la suture postorale. On observe des nématodesmes buccaux (faisceaux de microtubules) ne formant pas d'anneau autour du cytopharynx, mais plus proéminents sur le côté et à l'arrière. Leur macronoyau est ellipsoïde laquelle est parfois allongée, parfois en forme de bande. Un micronoyau est présent. Une seule vacuole contractile est observée. Un cytoprocte (anus) est présent, contenant souvent des micro-algues de type zoochlorelles. Ils se nourrissent de bactéries et de microalgues.

Diverses vues de Frontonia
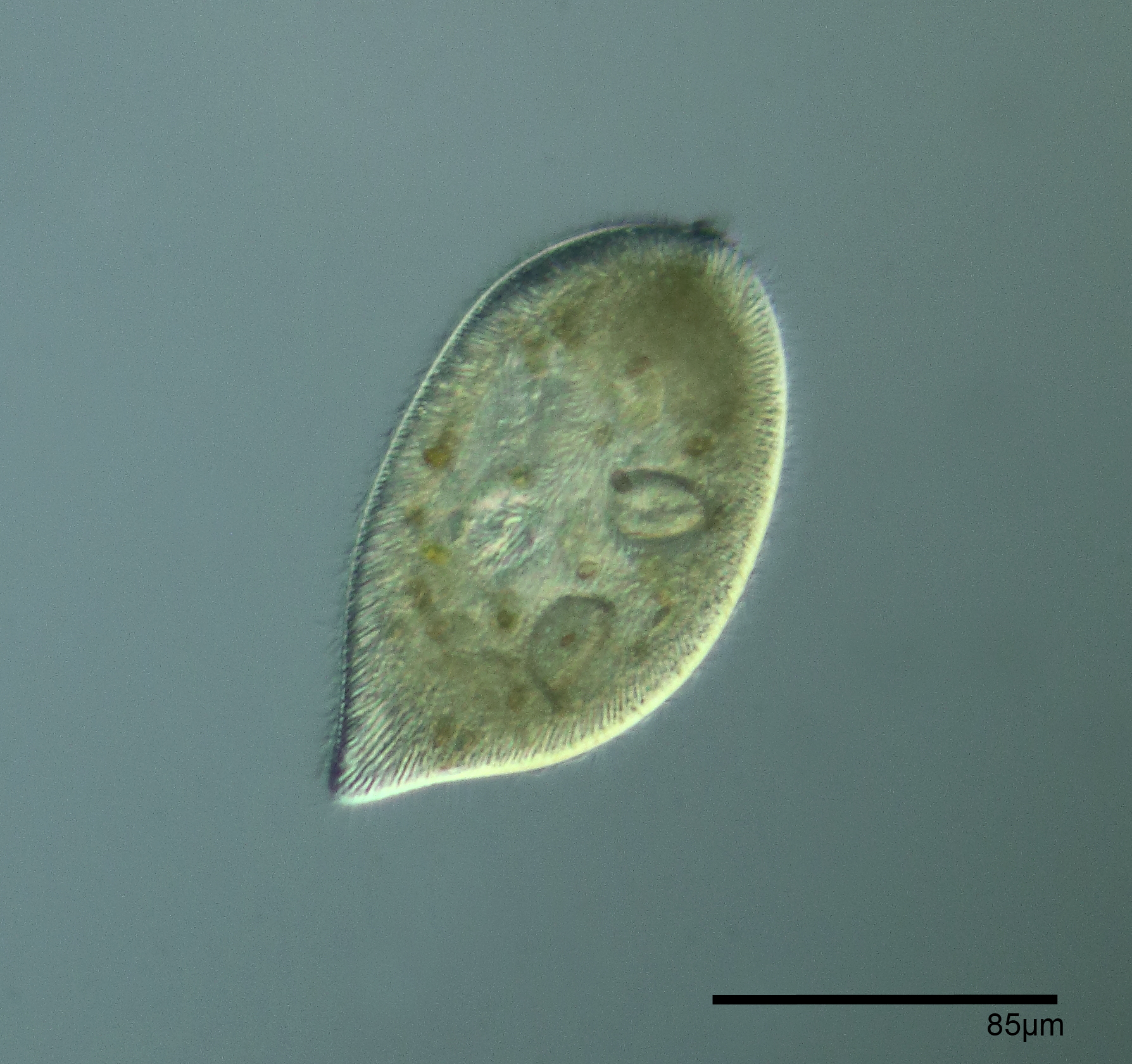
Frontonia atra X160
- Une vidéo de Frontonia atra
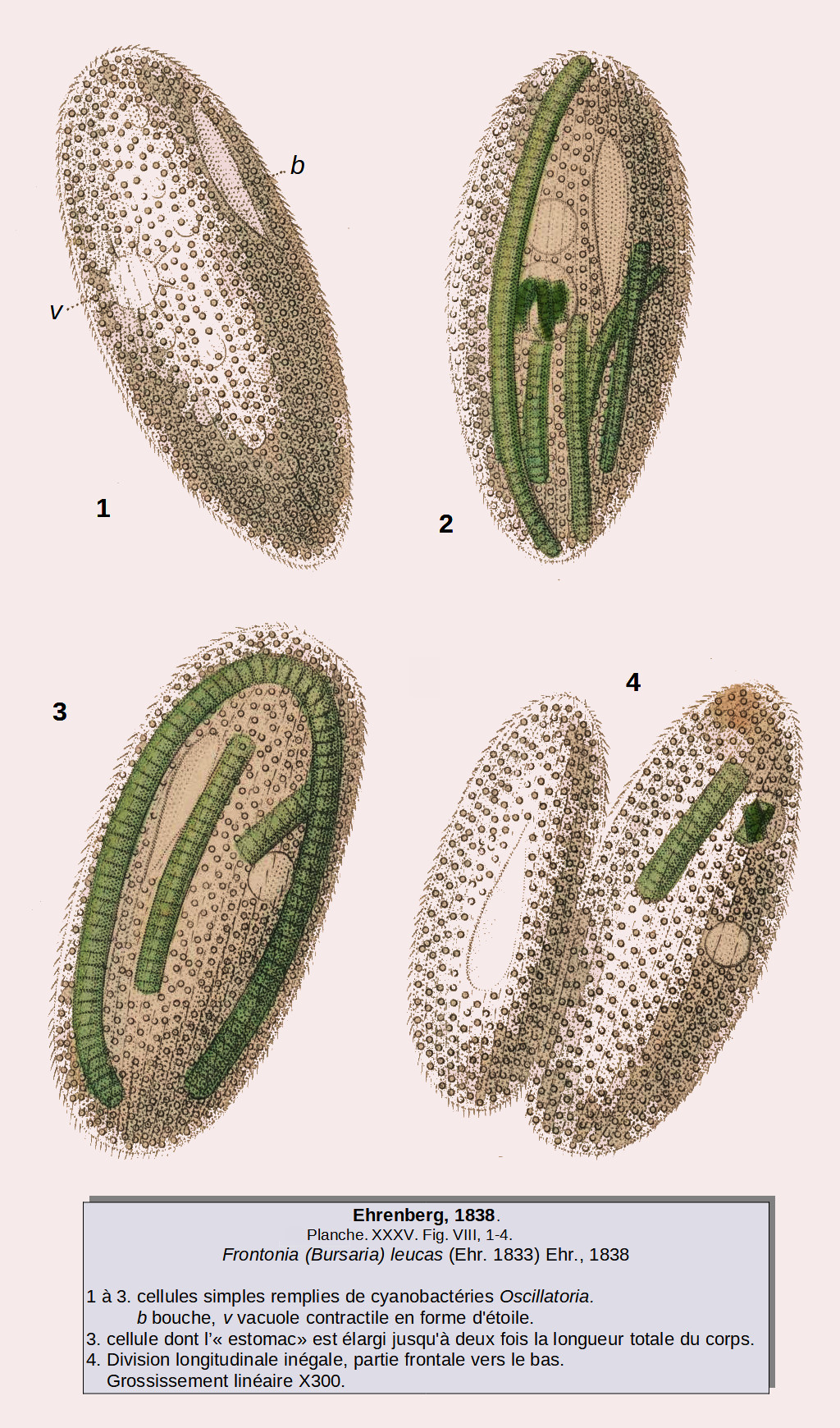
Frontonia  leucas d'après Ehrenberg, 1838
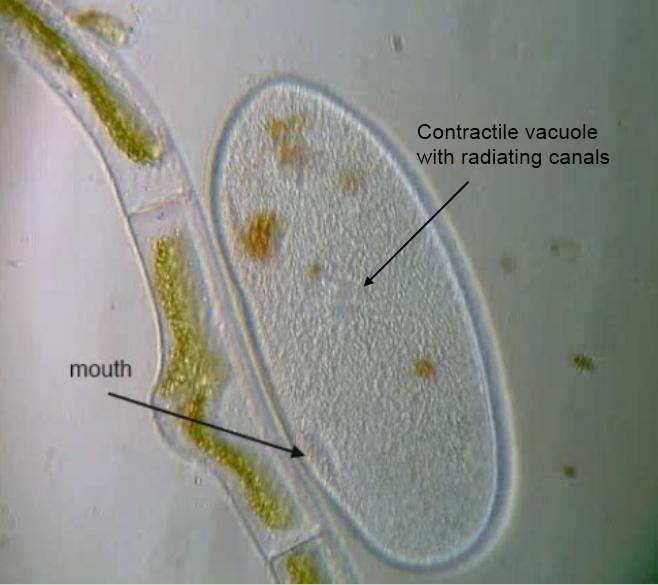
Frontonia leucas
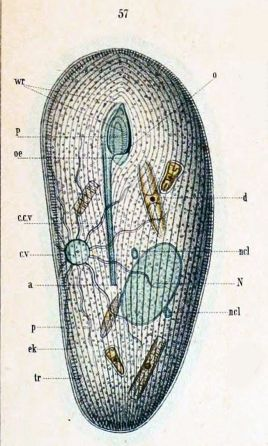
Frontonia leucas d'après Schewiakoff 1889
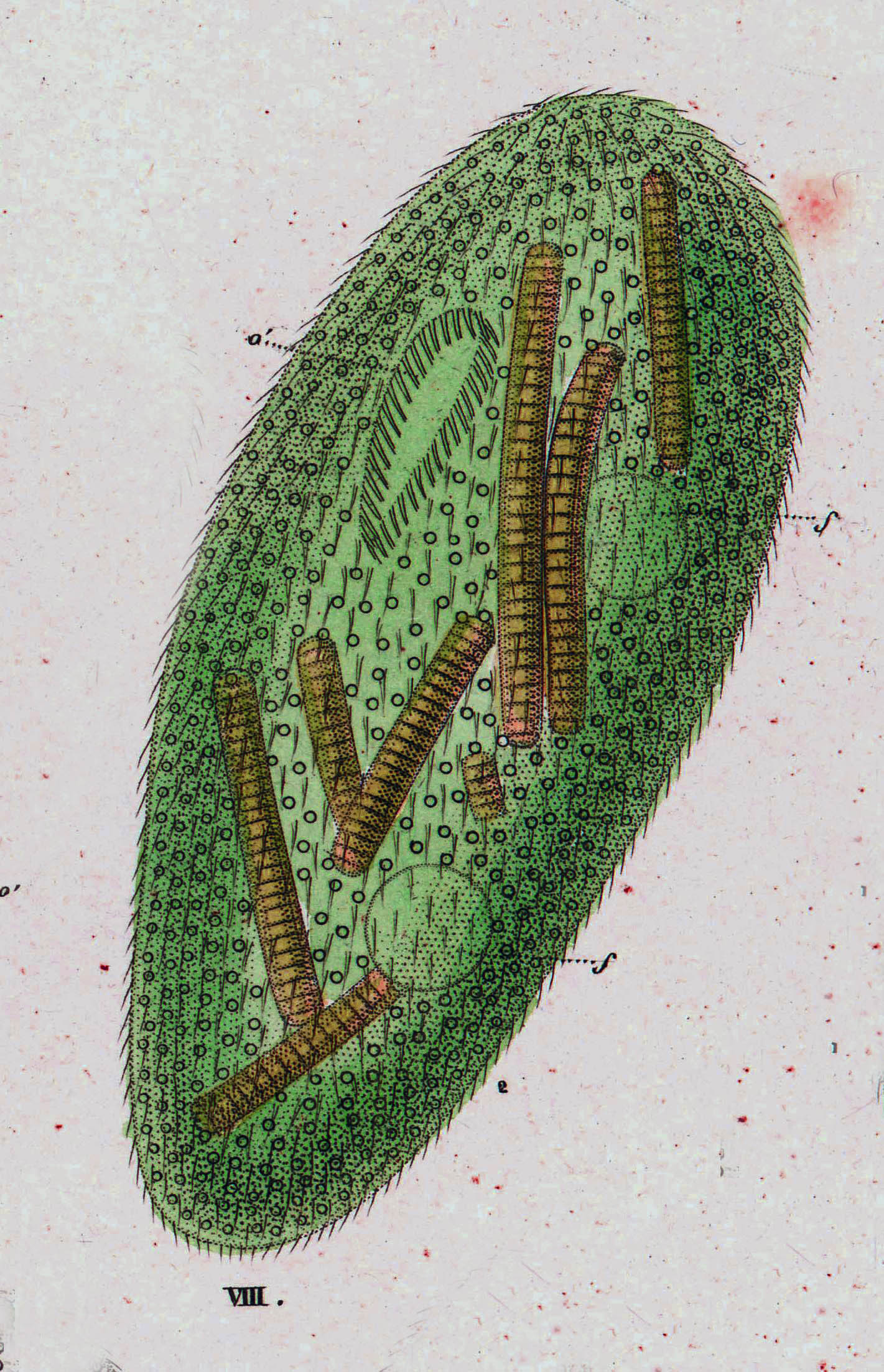
Frontonia vernalis d'après Ehrenberg

## Distribution
Les Frontoniidae vivent dans les habitats marins, d'eaux douces et terrestres, généralement libres, mais une espèce serait, selon Lynn, commensale sur les branchies d'Amphioxus.

## Liste des genres
Selon GBIF (2 novembre 2023) :
- Apofrontonia Foissner & Song, 2002
- Didieria Small & Lynn, 1985
- Disematostoma
- Frontonia Ehrenberg, 1838 genre type
  - Genres synonymes : Aglenophrya, Cyrtostomum, Frontoniella, Panophrys, Sigmostomum.
  - Espèce type : Frontonia leucas (Ehrenberg, 1833) Ehrenberg, 1838
  - Espèce synonyme : Bursaria leucas Ehrenberg, 1833
- Frontoniella Wetzel, 1927
- Paraclathrostoma Small & Lynn, 1985
- Parafrontonia
- Sigmostomum Gulati, 1925
- Wenrichia Jankowski, 1967

Selon Lynn(2010) :
- Apofrontonia Foissner & Song, 2002 *
- Didieria Small & Lynn, 1985
- Disematostoma Lauterborn, 1894
- Frontonia Ehrenberg, 1838
- Frontoniella Wetzel, 1927 (synonyme subjectif Frontonia)
- Paraclathrostoma Small & Lynn, 1985
- Wenrichia Jankowski, 1967 (syn. subj. Disematostoma)

Incertae sedis de la family des Frontoniidae
- Schistophrya Kahl, 1933
- Sigmostomum Gulati, 1925 (syn. subj. Frontonia)

## Systématique
Le nom correct de ce taxon est Frontoniidae Kahl, 1926.